# Ja (geslacht)
Ja is een geslacht van kevers uit de familie van de loopkevers (Carabidae). De wetenschappelijke naam van het geslacht is voor het eerst geldig gepubliceerd in 1955 door Ueno.

## Soorten
Het geslacht Ja omvat de volgende soorten:
- Ja ana Ueno, 1955
- Ja toshioi Habu, 1981